# Kazuma Kodaka
Kazuma Kodaka (jap. こだか 和麻 Kodaka Kazuma, * 19. November 1969 in Kōbe) ist eine japanische Manga-Zeichnerin.

## Leben
Ihr Debüt hatte sie 1989 im Manga-Magazin Shōnen Champion. Bald darauf wechselte sie zu dem auf Boys Love spezialisierten Biblos-Verlag und zeichnet seitdem ausschließlich Geschichten, die sich um romantische und erotische Verwicklungen zwischen Männern drehen. Bekannt wurde sie vor allem durch ihren Manga Kizuna, der auch außerhalb Japans erfolgreich publiziert wird.
Neben ihren kommerziellen Arbeiten war Kazuma Kodaka vom Beginn ihrer Karriere an im Dōjinshi-Bereich aktiv und veröffentlicht nach wie vor regelmäßig unter dem Label Studio K2. Ihre Serie Kizuna erschien ursprünglich im Eigenverlag, bevor diese durch Biblos erworben und zu einer Magazinserie ausgeweitet wurde. Kodakas zahlreiche Dōjinshi-Publikationen sind repräsentativ für ihre persönlichen Interessen; so zeichnete sie u. a. Parodien zu Anime-Serien wie Yoroiden Samurai Troopers, Slam Dunk, Hikaru no Go, Prince of Tennis, Full Metal Alchemist, Yakitate!! Japan und Gankutsuō. Auch veröffentlicht sie unter dem Titel Hana to Ryū (übers. Blume und Drache) eine eigene Dōjinshi-Serie, die im gleichen Universum wie Kizuna angesiedelt ist.

## Stil
Die Merkmale von Kodakas leicht zu identifizierendem Zeichenstil sind eine klare, saubere Linienführung, die dynamische Darstellung von Bewegung sowie ein maskulines Charakterdesign. Diese Eigenschaften unterscheiden sie von vielen Boys-Love-Zeichnerinnen, deren männliche Figuren sich eher an dem androgynen Ideal der Shōjo-Manga orientieren. Tatsächlich bezeichnet sich Kodaka in Interviews als Shōnen-Mangaka, die eher zufällig zu Mädchencomics kam.
Während viele Yaoi-Manga eine verklärende Darstellung homosexueller Beziehungen anstreben, oder diese in Fantasywelten ansiedeln, zeichnen sich Kodakas Hauptwerke durch eine relativ realitätsnahe Darstellung von Homosexualität in Japan aus und behandeln auf humorvolle Art das alltägliche Versteckspiel vor der Gesellschaft, sowie das Coming-out vor Familie und Freunden. Einer der Hauptschauplätze ihrer beiden langen Fortsetzungsserien ist ferner der Tokioter Stadtteil Shinjuku ni-chōme mit seinen Nachtklubs und Schwulenbars, die sie mit einem bunten Ensemble von schrillen Nebenfiguren aller Couleur bevölkert. Ein weiteres Milieu, welches die Autorin gerne als Hintergrund verwendet, ist die Gangsterwelt der japanischen Mafia, der Yakuza.

## Werke
- Sessa Takuma! (せっさ拓磨!; 1993)
- Kizuna (1992–2008; 11 Bände, abgeschlossen)
- Kiss Me, Teacher (腐った教師の方程式, Kusatta Kyōshi no Hōteishiki; 1993–2002, 10 Bände)
- Sebiro no Housekeeper (背広のハウスキーパー, Sebiro no Hausukīpā; 1995 und 1997, 2 Bände mit Kurzgeschichten)
- Ki-me-ra (KI・ME・RA; 1995–1996, 2 Bände)
- Kodaka Kazuma Illustrations (1997, Artbook)
- Midare Somenishi (乱れそめにし; 1999)
- Not Ready!? Sensei (NOT READY!?センセイ; 2000 und 2004, 2 Bände)
- Mezase Hero! (めざせHERO!; 2001 und 2004, 2 Bände)
- Ihōjin – Etoranze (異邦人～エトランゼ～; 2003)
- Ren’ai Hōteishiki (恋愛方程式; 2006 und 2008) (2 Bände, Folgeserie zu "Kiss Me, Teacher")
- Sex Therapist (SEXセラピスト, Sex Terapisuto; 2006)
- Border – Kyōkaisen (BORDER-境界線-; ab 2008, bisher 7 Bände)